# Anse Ger River
Der Anse Ger River ist ein kurzer Fluss auf der Karibikinsel St. Lucia.

## Geographie
Der Fluss ist nur etwa 3,6 km lang. Er entspringt südlich des Ortsteiles Ti Rocher von Micoud und fließt in südöstlicher Richtung, wo er auch an Dugar Court (⊙) südlich vorbeifließt und von Rechts und Süden noch weitere kleine Zuflüsse erhält, die fast genauso lang sind, wie der Hauptfluss. Bald nachdem ihn der Castries-Vieux Fort-Highway überquert, mündet er im Nordteil der Anse Ger Bay in den Atlantik.
Benachbarte Flüsse sind der Troumassee River im Norden und der Canelles im Süden.